# Cato (New York)
Cato è un comune degli Stati Uniti d'America, situato nello Stato di New York, nella contea di Cayuga.